# Вільховець (Тернопільський район)

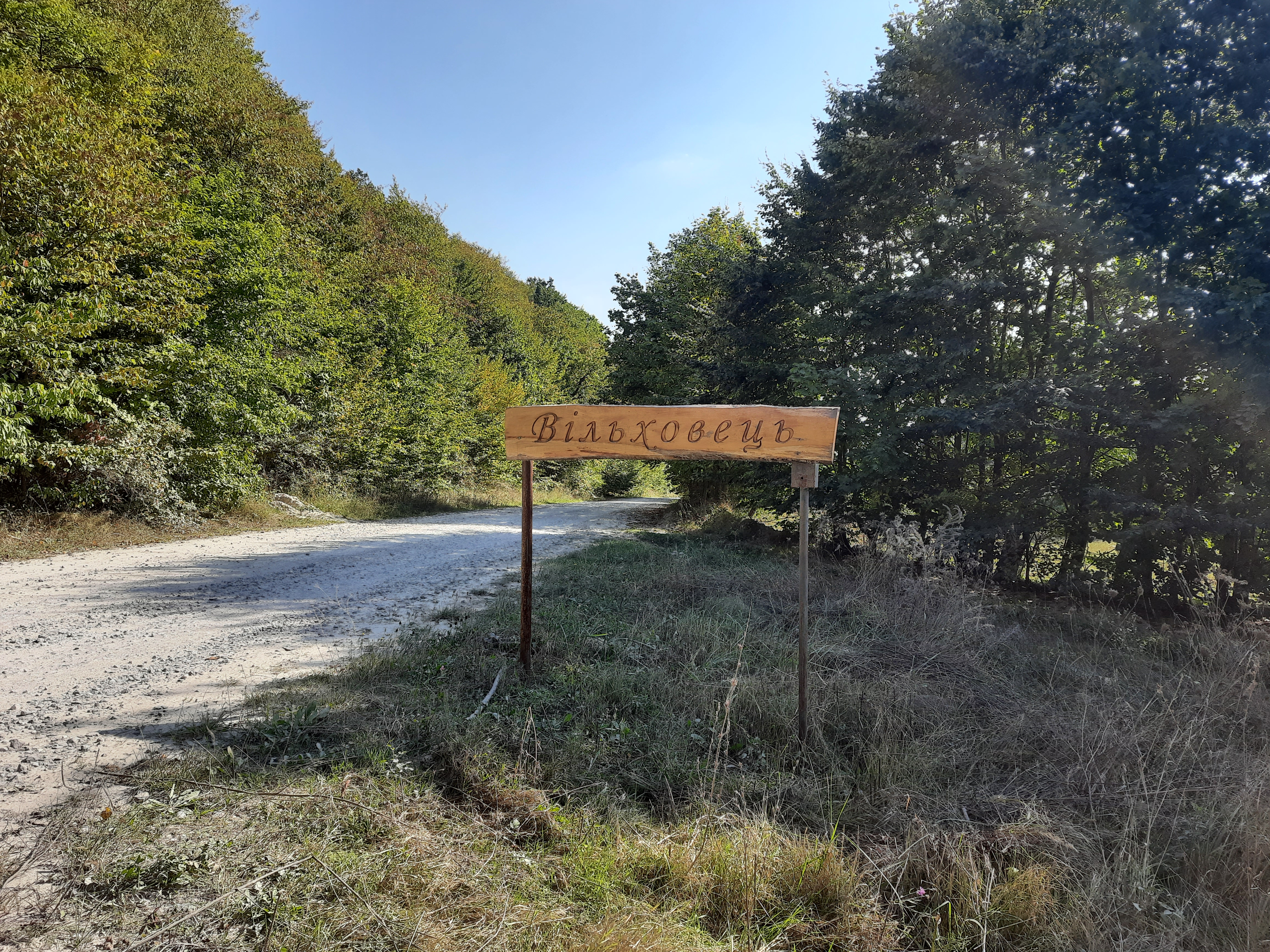
Знак при в'їзді в село

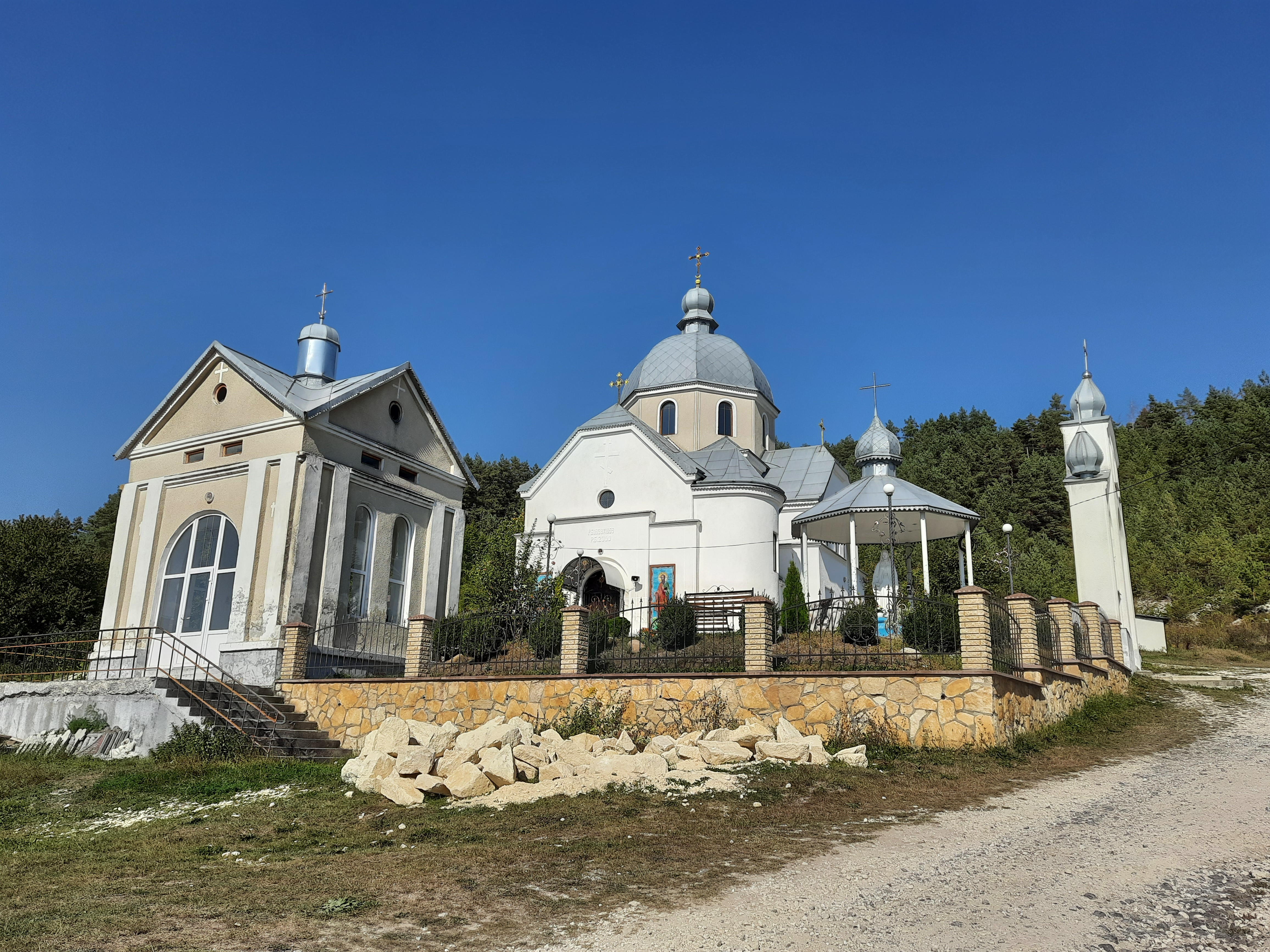
Церква Собору Івана Хрестителя

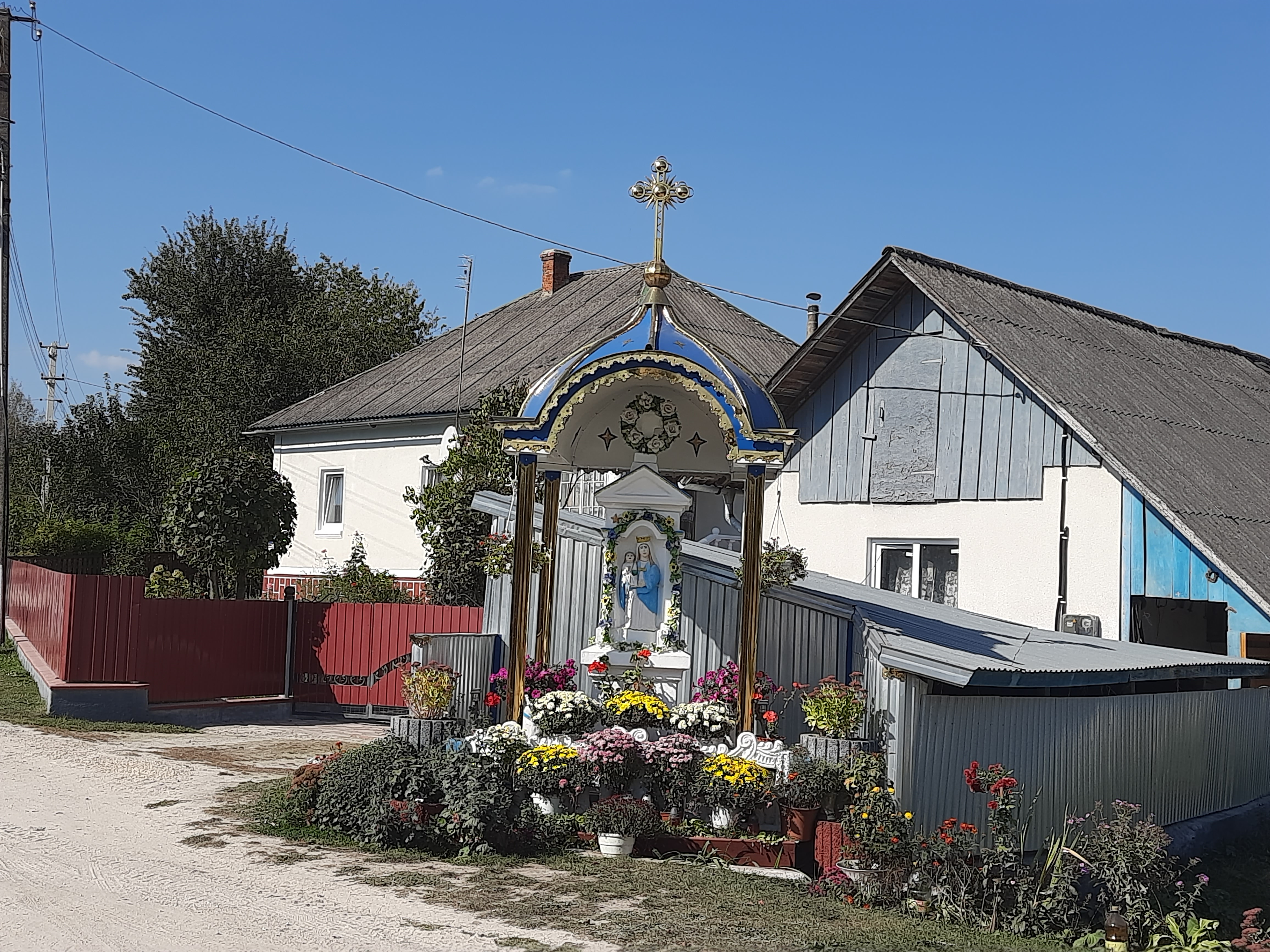
Статуя Божої Матері з Ісусом на руках

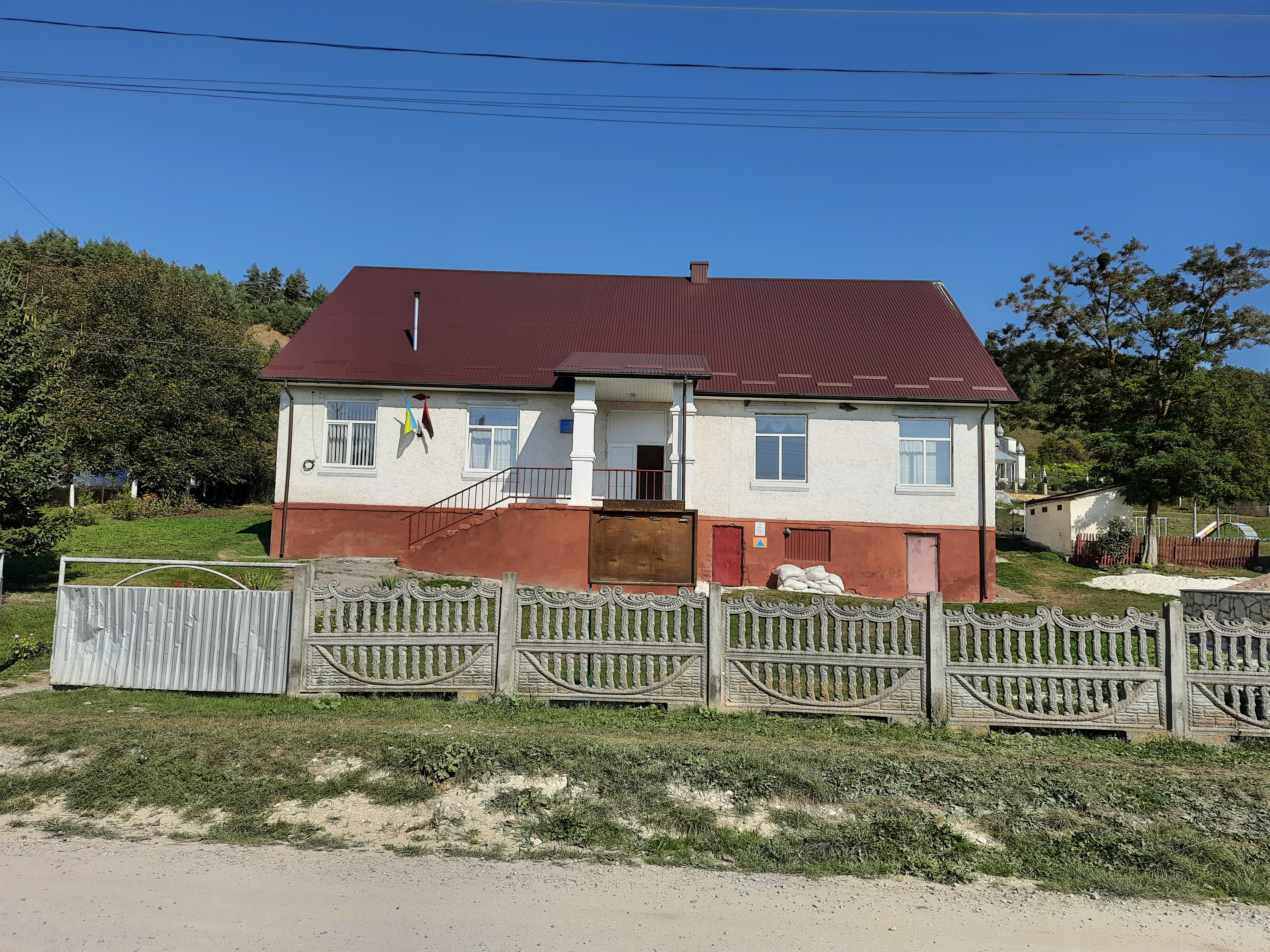
Клуб

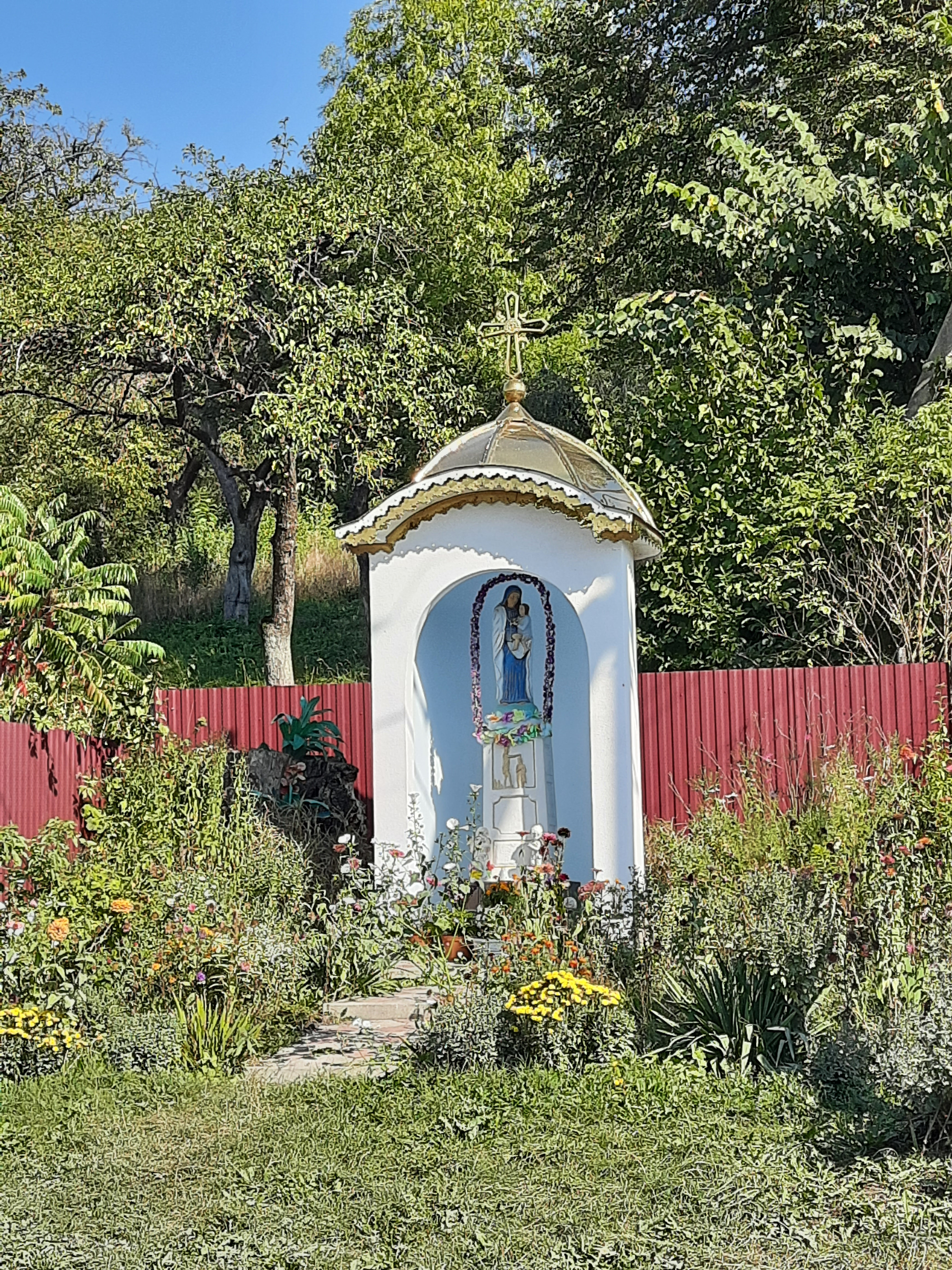
Придорожня капличка

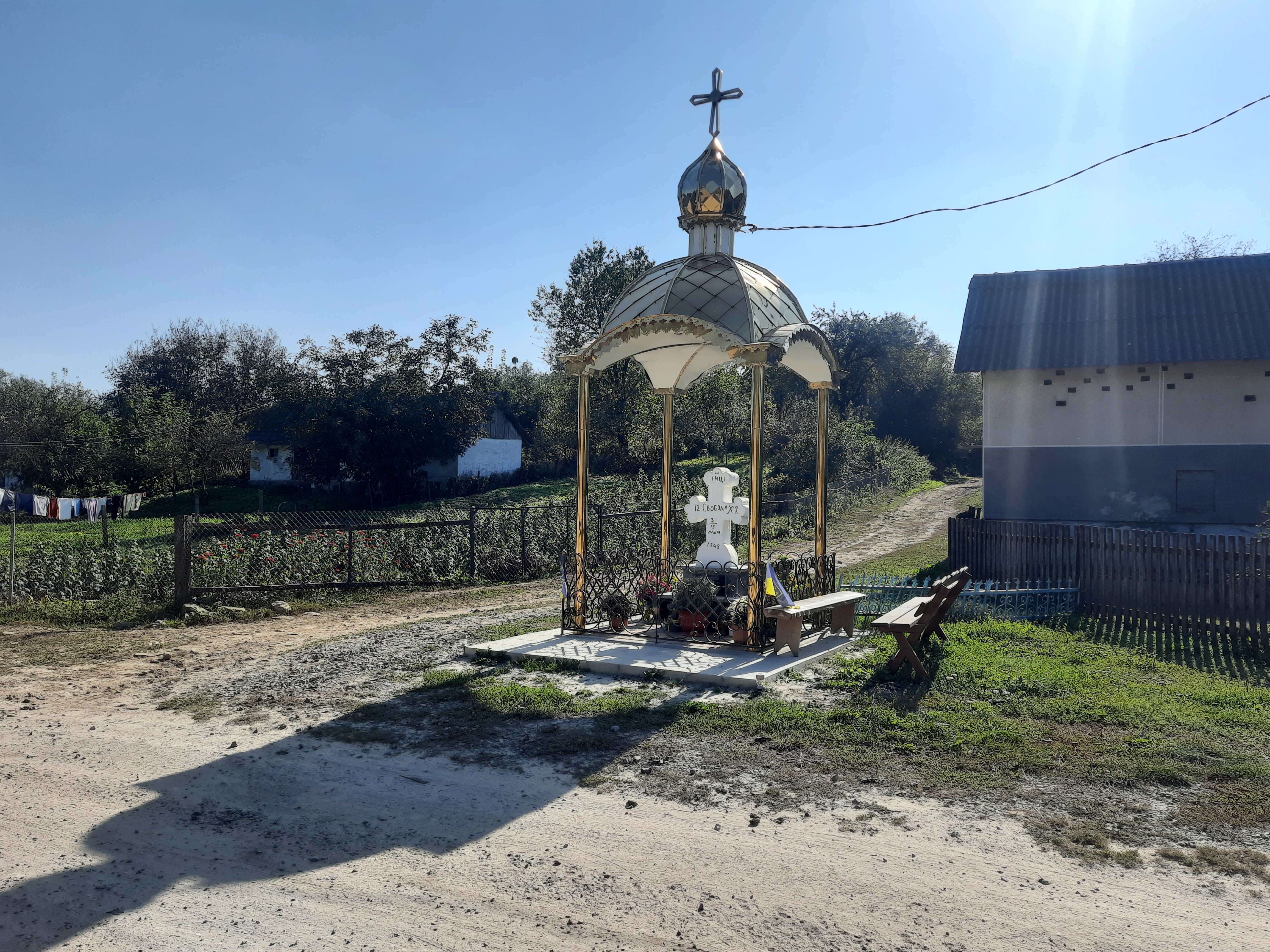
Пам'ятний хрест з нагоди скасування панщини.

Вільхове́ць — село в Україні, у Саранчуківській сільській громаді Тернопільського району Тернопільської області.
До 2017 — центр сільради. Від 2017 року ввійшло у склад Саранчуківської сільської громади.

## Географія
Селом тече струмок Вільховець.
Населення — 740 осіб (2003). Дворів — 194. У селі є 3 вулиці: Бережанська, Гайова та Зелена.

### Клімат
Для села характерний помірно континентальний клімат. Вільховець розташований у «холодному Поділлі» — найхолоднішому регіоні Тернопільської області.
| Клімат Вільховця          | Клімат Вільховця | Клімат Вільховця | Клімат Вільховця | Клімат Вільховця | Клімат Вільховця | Клімат Вільховця | Клімат Вільховця | Клімат Вільховця | Клімат Вільховця | Клімат Вільховця | Клімат Вільховця | Клімат Вільховця | Клімат Вільховця |
| Показник                  | Січ.             | Лют.             | Бер.             | Квіт.            | Трав.            | Черв.            | Лип.             | Серп.            | Вер.             | Жовт.            | Лист.            | Груд.            | Рік              |
| Середній максимум, °C     | −1,5             | −0,1             | 4,7              | 12,7             | 18,7             | 21,8             | 23,1             | 22,6             | 18,3             | 12,6             | 5,4              | 0,5              | 11               |
| Середня температура, °C   | −4,5             | −3               | 1,1              | 7,9              | 13,4             | 16,6             | 17,8             | 17,2             | 13,3             | 8,1              | 2,5              | −2               | 7                |
| Середній мінімум, °C      | −7,4             | −5,9             | −2,4             | 3,1              | 8,1              | 11,4             | 12,6             | 11,9             | 8,3              | 3,6              | −0,4             | −4,5             | 3                |
| Норма опадів, мм          | 33               | 32               | 34               | 51               | 79               | 93               | 98               | 73               | 57               | 39               | 38               | 41               | 668              |
| ------------------------- | ---------------- | ---------------- | ---------------- | ---------------- | ---------------- | ---------------- | ---------------- | ---------------- | ---------------- | ---------------- | ---------------- | ---------------- | ---------------- |
| Джерело: climate-data.org |                  |                  |                  |                  |                  |                  |                  |                  |                  |                  |                  |                  |                  |

## Історія
Поблизу села виявлено поховання 11-13 ст. із срібними та бронзовими прикрасами.
Перша писемна згадка — 1374. Згадується 6 березня 1441 року у книгах галицького суду.
Діяло товариство «Просвіта». У 1905 році було відкрито читальню «Просвіта» і двокласну школу, які були споруджені громадським коштом. Тоді ж збудовано плебанію — будинок для священика.
12 червня 2020 року, відповідно до Розпорядження Кабінету Міністрів України від  № 724-р «Про визначення адміністративних центрів та затвердження територій територіальних громад Тернопільської області», село увійшло до складу Саранчуківської сільської громади.
19 липня 2020 року, в результаті адміністративно-територіальної реформи та ліквідації Бережанського району, село увійшло до складу новоутвореного Тернопільського району.

## Політика
Від 28 квітня 2012 року село належить до виборчого округу 165.

### Парламентські вибори, 2019
На позачергових парламентських виборах 2019 року у селі функціонувала окрема виборча дільниця № 610018, розташована у приміщенні народного дому.
Результати
- зареєстровано 522 виборці, явка 63,60%, найбільше голосів віддано за «Слугу народу» — 23,08%, за «Європейську Солідарність» — 22,77%, за «Голос» — 12,00%[7]. В одномандатному окрузі найбільше голосів отримав Іван Чайківський (самовисування) — 38,27%, за Тараса Юрика (Європейська Солідарність) — 26,54%, за Володимира Кісілевича (Слуга народу) — 11,73%[8].

## Пам'ятки
Є церква Собору Івана Хрестителя (1938), «фігура» Матері Божої (1998). Стара церква не збереглася, перед першою світовою війною парохом села був Пилип Свергун.
Встановлено пам'ятний хрест на честь скасування панщини (1848), придорожні хрести (1843), насипана символічна могила воякам УПА (1992).
Хрест з барельєфом Матері Божої з Ісусом на руках
Щойновиявлена пам'ятка монументального мистецтва. Розташована з лівої сторони від центральної дороги.
Робота самодіяльних майстрів, виготовлена із каменю (1848 р.).
Постамент — 0,7×0,8 м, висота 2,2 м, площа — 0,0005 га.

## Соціальна сфера
Діють ЗОШ 1-2 ступенів, бібліотека.

### Школа
З 1873 по 1882 р. у селі вчителював Лев Лотоцький — батько Антона Лотоцького.
Офіційною датою заснування громадою двокласної школи вважається 1893 рік. Вона була у хаті Федора Свища. Єдиним учителем був місцевий дяк. В цей час лише 17 % селян були письменними.
З 1905 року діяла двокласна школа, у якій вчителювали Бояновська та Левицька. При школі була кімната для проживання вчителів. У 1936 році в школі вчителювала Галина Михальчук. В селі її з любов'ю називали «професоркою Галюсею».
В 1937 році в початковій школі почала працювати вчителька Г. Бачинська. Жила вона в шкільному приміщенні з сином Юрієм. З переказів відомо, що вона була полька, але навчання проводилося українською мовою. В цей час Західна Україна входила до складу Польщі. Навчання було необов'язкове. Деякі діти не навчались у школі через бідність. В 1946 році Бачинська виїхала в Польщу.
У 1939 році з приходом радянської влади, до вчительської праці в селі став Василь Степанович Лясковський, абсольвент Бережанської гімназії, уродженець села. Він проводив освітянську й національно-просвітницьку роботу, був керівником читальні і драматичного гуртка. З 1939 р. — директор початкової школи, де працювали вчителі Кордяк Діонісій, Т. Бесага.
Під час війни школа була початковою. Тоді ще працювала вчителька Ващенко.
Після другої світової війни класи були переповнені, до навчання залучали всіх дітей шкільного віку. Ті, що закінчили 4 класи і хотіли навчатися далі, ходили до Бережанської середньої школи. В цей час в селі вчителювали В. С. Лясковський, М. М. Новікова, М. М. Зінь. У 1946 році почала працювати вечірня школа (5,6 класи).
У 1948—1949 роках вчителями були Євгенія Гаврилівна Пасічник та Ірина Гаврилівна Пасічник.
У 1950 році приміщення школи розширили за рахунок церковного проборства, будинку де жив священик Шеремета, якого відтак заарештували і вивезли. Перед тим у хаті вивезеного священика перебував гарнізон — кілька енкаведистів і «яструбків», тут же проводили попередні допити затриманих «неблагонадійних». Школа міститься тут і понині. Правда за колгоспних часів, у 1969 р. старе приміщення розширено добудовою — громадським коштом і силами.
У 1951 р. початкова школа була реорганізована в семирічку, директором якої став Лясковський Василь Степанович.
З 1953 по 1969 рр. на посаді директора школи перебував Кошаровський Микола Васильович. Багато років трудової діяльності присвятили Вільховецькій школі: Р. М. Кошаровська, М. М. Ступницький, Д. Р. Шумада, В. М. Мрочко, Г. Ф. Раєвська, Т. М. Блага, Н. Г. Байда, Г. І. Мищишин, І. В. Храпцьо, В. А. Порохняк, М. Г. Лисяк, І. І. Олійник, С. О. Колісник, В. Н. Бузяк.
В 1958 р. школа стає восьмирічною.
З 1969—1972 рр. директором школи був В. С. Лясковський, завучем М. І. Харишин.
З 1972—1992 рр. директор школи М. І. Харишин, завуч М. М. Ступницький.
На сьогоднішній день школа розміщена в 3-ох корпусах. Очолює школу з 1992 р. Орест Васильович Цімерман, заступник Г. М. Мельник.
Працюють в школі 18 вчителів, з них випускники місцевої школи: О. В. Цімерман, Г. М. Мельник, О. Р. Онишків, Г. І. Савків, Н. І. Онишків, С. М. Олійник, О. М. Кравчук, О. В. Лясковський, Р. В. Мартинишин, Г. В. Цюпера, Г. С. Олійник, М. І. Харишин, Л. М. Олійник. постійно проживають Г. К. Лужна, Г. П. Цімерман. Доїжджають: Я. А. Макух з Бережан, М. В. Грицик з с. Біще.
Із здобуттям Україною незалежності в 1993 р. у школі було створено гурток «Молода просвіта», яким керувала молода вчителька Лідія Степанівна Скальська. Хор Вільховецької ЗОШ І-ІІст. (під керівництвом Лідії Степанівни Скальської) був нагороджений почесною грамотою за творчі успіхи в обласному огляді — конкурсі Всеукраїнського фестивалю «Таланти твої, Україно» в серпні 1997 р., а у липні 1998 р. Дипломом І ступеня, як переможця обласного етапу Всеукраїнського фестивалю «Таланти твої, Україно».
За роки існування школи в с. Вільховець тут працювало понад 120 вчителів.
Неповну середню освіту з 1969 по 2005 рр. отримали 611 учнів.
13 березня 2002 року було закладено камінь під будівництво нової школи, проте вона так і не була добудована.

## Фольклор
Село згадує у стрілецькій пісні «Ой там, у Вільхівці…» Роман Купчинський, яку він написав 1918 року.
Ой там у Вільхівцях, там дівчина живе,
Від неї, мов від сонця, проміння ясне б'є.
Сіяють карі очі, мов зорі серед ночі,
Від неї, мов від сонця, проміння ясне б'є.
До тої дівчиноньки хорунжий заходив: І в синіх оченятах спокій душі втопив.
Чи в хаті чи на полі він кляв нещасній долі: І в злости дві російських дивізії розбив.
Тепер він маршерує в далекую Сибір: І очі все звертає до ясних, ясних зір.
Та скільки раз він гляне, то Вільхівец огляне: І дивиться так сумно в синіючий простір.
Героями пісні були реальні історичні особи — хорунжий — січовий стрілець Теодор Чернник. Дівчина — Галина Михальчук — племінниця місцевого пароха о. Пилипа Свергуна. У 1936 році виїхала в Польщу (м. Сянок, біля Перемишля). За участь у національно-визвольній боротьбі більшовики вивезли її після війни в Сибір, де вона й загинула.

## Відомі люди
У Вільховці народилися:
- літераторка М. Абрамець,
- письменник Антін Лотоцький,
- редактор і видавець у Канаді П. Пігічин
- діяч ОУН Іван Габрусевич.